# Mosze Altbauer
Mosze Altbauer (heb. משה אלטבאואר)(inna pisownia: Moše, Mojżesz, Moshé) (ur. 12 listopada 1904 w Przemyślu, zm. 15 października 1998 w Jerozolimie) – światowej sławy językoznawca.

## Życiorys
Syn Barucha, kupca–rzemieślnika (wyrobnika kufrów) i Idy Pechtold, edukację rozpoczął w chederze i szkole ludowej. Kontynuował edukację w Państwowym Gimnazjum im. Juliusza Słowackiego w Przemyślu i tam złożył egzamin dojrzałości w 1922. Do 1927 roku studiował filologię polską i ruską na Uniwersytecie Jana Kazimierza we Lwowie m.in. pod opieką T. Lehra-Spławińskiego, J. Janowa, S. Vrtel-Wierczyńskiego i J. Kleinera. Zaczął praktykę nauczycielską w Koedukacyjnym Gimnazjum Żydowskiego Towarzystwa Szkoły Ludowej i Średniej w Przemyślu. W roku 1928 przeniósł się do Państwowego Gimnazjum w Tarnobrzegu, skąd dwa lata później wyjechał do Wilna i podjął pracę w Prywatnym Koedukacyjnym Gimnazjum E. Dzięcielskiej. 
W Wilnie, w którym znaczną część mieszkańców stanowili Żydzi, Altbauer zetknął się z antysemityzmem, w rezultacie czego dojrzał jego program syjonistyczny.
W roku 1928 opublikował pierwszy artykuł naukowy zatytułowany Une glose slave de Raschi: s'nir na łamach czasopisma Revue des Études Slaves. 
W roku akad. 1930/1931 został lektorem języka ukraińskiego w Wyższej Szkole Instytutu Naukowo-Badawczego Europy Wschodniej w Wilnie. W latach 1929 – 1930 złożył wymagane prawem egzaminy, dające pełne uprawnienia nauczycielskie. Ucząc w szkołach średnich kontynuował rozpoczętą w okresie studiów pracę naukową. Kiedy jego mistrz, prof. Lehr-Spławiński, objął katedrę filologii słowiańskiej na Uniwersytecie Jagiellońskim, Altbauer poszedł za nim i pod jego kierunkiem napisał i obronił dysertację „O polszczyźnie Żydów”, uzyskując w roku 1932 stopień doktora filozofii.
Początkowe prace Altbauera były związane z zagadnieniami wzajemnych wpływów polsko-żydowskich w dziedzinie językowej. Pracując w szkole miał doskonałą możliwość obserwacji i analizy polszczyzny młodzieży żydowskiej, często zdeformowanej, powstałej w warunkach gettowych. Efektem zebranych spostrzeżeń i przemyśleń była opublikowana w roku 1929 rozprawa pt. O błędach ortograficznych i gramatycznych w zadaniach polskich Żydów przemyskich. Inne, pomniejsze prace Altbauera, to: Etymologie wyrazów: Bałaguła, belfer, cymes, kapcan, łapserdak, ślamazarny, czy O pochodzeniu wyrazu sitwa. M. Altbauer był autorem pierwszych i jedynych studiów poświęconych środowiskowej polszczyźnie żydowskiej okresu międzywojennego, których rezultaty opublikował w licznych czasopismach naukowych.
W roku 1935, z powodów ideowych, zrezygnował z pracy w wileńskim gimnazjum i podjął decyzję o emigracji do Palestyny, by poświęcić się budowie podwalin przyszłego państwa żydowskiego. Realizacja tego postanowienia napotykała jednak na trudności. Palestyna w owym czasie była terytorium mandatowym Wielkiej Brytanii, która chcąc ograniczyć falę emigracji żydowskiej, niechętnie wydawała Żydom pozwolenia na wjazd. Altbauerowi udało się dostać do Palestyny w charakterze członka wileńskiego klubu piłki nożnej Makkabi (S. Urbańczyk), zaś według wersji W. Wierzbieńca, dzięki przyłączeniu się do grupy wioślarzy, biorących udział w zawodach sportowych. 
Do Polski już nie wrócił, pozostając nielegalnie w Palestynie. Zmuszony do przerwania oficjalnej działalności naukowej, od roku 1936 pracował w różnych wydziałach magistratu Tel Awiwu, a po powstaniu w roku 1948 państwa Izrael, uzyskał prawo legalnego pobytu i stał się jednym z założycieli i dyrektorów Muzeum Historii w tym mieście. Wkrótce powrócił do przerwanej pracy naukowej i w roku 1954 rozpoczął wykłady na Wydziale Językoznawstwa Uniwersytetu Hebrajskiego w Jerozolimie, jako profesor filologii słowiańskiej. 
Jako uznany autorytet naukowy współpracował z uniwersytetami Columbia, Harvard, Los Angeles, Chicago. Był członkiem Międzynarodowego Komitetu Slawistów, Międzynarodowej Komisji Dialektologicznej i laureatem prestiżowej Nagrody Państwa Izrael (Pras Israel). Równocześnie pracował w Żydowskim Instytucie Naukowym (YIVO) w Nowym Jorku. Opublikował ponad 100 prac naukowych. Za opracowanie manuskryptów z klasztoru św. Katarzyny na Synaju otrzymał pamiątkowy medal od papieża Jana Pawła II.
Za swoje naukowe dokonania został uhonorowany licznymi wyróżnieniami, odznaczeniami i członkostwem wielu prestiżowych towarzystw naukowych, w tym Międzynarodowego Komitetu Slawistów (1986), Wydziału Filologicznego Polskiej Akademii Umiejętności (1990), Międzynarodowego Związku Białorusycystów.

## Ważniejsze publikacje
- Wzajemne wpływy polsko-żydowskie w dziedzinie językowej, Wilno, 1934
- Twórczość Marii Konopnickiej w tłumaczeniach hebrajskich, Warszawa, 1960
- East and West Meeting in Modern Hebrew, Nowy Jork, 1965
- O kryteriach ustalania pierwowzoru tłumaczeń biblijnych, Praga, 1967
- Some Methodological Problems in Research of the East-Slavic, Jerozolima, 1968
- Głagolickie fragmenty chorwackiego psałterza z Jazu, Zagrzeb, 1976
- O tendencjach dehebraizacji leksyki karaimskiej i ich wynikach w "Słowniku karaimsko-rosyjsko-polskim", Harvard, 1980
- An orthodox Pomjanyk of the seventeenth-eighteenth centuries, Harvard, 1989
- The five Biblical scrolls in a sixteenth-century Jewish translation into Belorussian (Vilnius Codex 262), Izrael, 1992
- An East Slavic sinodik from the Sinai, Kolonia, 1992